# Delfosse et Cie
Delfosse et Compagnie  war ein französischer Hersteller von Automobilen.

## Unternehmensgeschichte
Charles Delfosse (1895–1993) gründete 1922 das Unternehmen in Cambrai zur Produktion von Automobilen. Der Markenname lautete Delfosse. 1926 endete die Produktion. Insgesamt entstanden etwa 160 Fahrzeuge.

## Fahrzeuge
Die ersten Modelle waren mit einem Zweizylindermotor von Automobiles M.S. mit etwa 1000 cm³ Hubraum bzw. mit einem Vierzylindermotor von Chapuis-Dornier mit 961 cm³ Hubraum ausgestattet. Von diesen beiden Modellen entstanden etwa 20 Exemplare. Ab 1923 gab es sportliche Kleinwagen mit Vierzylinder-Einbaumotoren mit 1099 cm³, 1203 cm³ und 1496 cm³ Hubraum, die überwiegend von CIME, gelegentlich von Altos zugeliefert wurden.
Die Hinterachsaufhängung bestand aus einer ungewöhnlichen Kombination von Halb- und Viertelelliptik-Blattfedern.